# 廖成美
廖成美（1916年—2001年），中国人民解放军将领、中国人民解放军开国少将。
曾任高级炮兵技术学校政委。1955年，授予中国人民解放军少将。